# Anglaspis

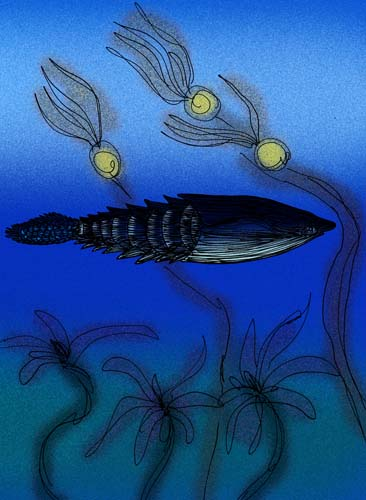
Реконструкция Anglaspis macculloughi.jpg

Anglaspis — вымерший род бесчелюстных. Окаменелости найдены в морских слоях Европы, начиная с позднесилурского периода и до исчезновения рода в раннем девоне. Как у других видов отряда циатаспидообразных, у особей Anglaspis были спинные и вентральные пластины, покрывающие переднюю часть, жаберные мешки и носовые отверстия, которые находились на крыше ротовой полости.
Позднесилурские виды Anglaspis встречаются в морских слоях Уэльса и Англии, в то время как большинство раннедевонских видов встречаются в девонских слоях острова Шпицберген, Норвегия.

## Таксономия
Anglaspis в разное время включали в семейства Cyathaspididae, Poraspididae, и в его собственное семейство Anglaspididae. В настоящее время он помещен в Ariaspidae с Ariaspis и Listraspis и считается либо тесно связанным с Liliaspis и Paraliliaspis, либо их эволюционным предком